# 鹿島鉄道線
鹿島鉄道線（かしまてつどうせん）は、かつて茨城県石岡市の石岡駅と茨城県鉾田市の鉾田駅までを結んでいた鹿島鉄道の鉄道路線である。2007年（平成19年）4月1日に廃止となった。なお、会社自体はその後も不動産会社として存続している。
もとは関東鉄道の鉾田線（ほこたせん）として運営されており、鹿島鉄道への移管後も数年間同名を称した。

## 概要
石岡側はベッドタウンとして宅地化・工業地化が進み、ニュータウン新駅の石岡南台駅の設置や石岡‐玉里・常陸小川間の区間運転の設定などが行われていた。
茨城県内陸部と海沿い（鹿島灘）の地域を横断する路線で、霞ヶ浦北岸を通る。地図上ではJR常磐線と鹿島臨海鉄道大洗鹿島線を結ぶように見えるが、終点の鉾田駅は大洗鹿島線の新鉾田駅とは道程で1km以上離れており、大洗鹿島線とは接続していない。この点は、旅行者などが徒歩で乗り換えるケースは少なからず存在していたが、一時期路線バスが運行していた以外は特に接続の改善は見られなかった。
鹿島鉄道は旅客収入だけでは鉄道を維持できないほど利用者が減少していたが、航空自衛隊百里基地への航空ジェット燃料輸送による貨物列車の運行収入によって路線経営が何とか成り立っていた。しかし、2001年（平成13年）8月に榎本駅と百里基地を結ぶパイプラインの老朽化と安全保障上の対策から燃料輸送を中止したことから、深刻な経営状況の悪化が決定的となった。
これに対し、親会社である関東鉄道による経営支援及び沿線自治体と茨城県による公的支援が5年間行われることとなり、廃線の危機は一旦回避された。しかし2005年（平成17年）のつくばエクスプレスの開業により、自社の常総線（特に取手 - 守谷間）や高速バスの利用者が減少し利益減収となった関東鉄道は、2007年度以降の経営支援を行わない方針とした。これを受け、親会社の支援なしでの鉄道経営は困難であるとして、鹿島鉄道は2006年（平成18年）3月30日に、廃止届を国土交通省に提出した。
なおこの時点で、2007年度以降の自治体と県による公的支援をどうするかは白紙状態であった。その後ぎりぎりまで存続の道が模索されたが、状況は好転せず、2007年（平成19年）4月1日に廃止された（存続運動などの経緯は鹿島鉄道を参照）。廃線後の線路や駅舎は順次撤去されることになっていたが、現在は撤去作業が中断され、線路や駅舎が一部で残っている。車両は、旧形式5両のうち4両、新形式4両のうち2両が個人に売却され、保存されている。

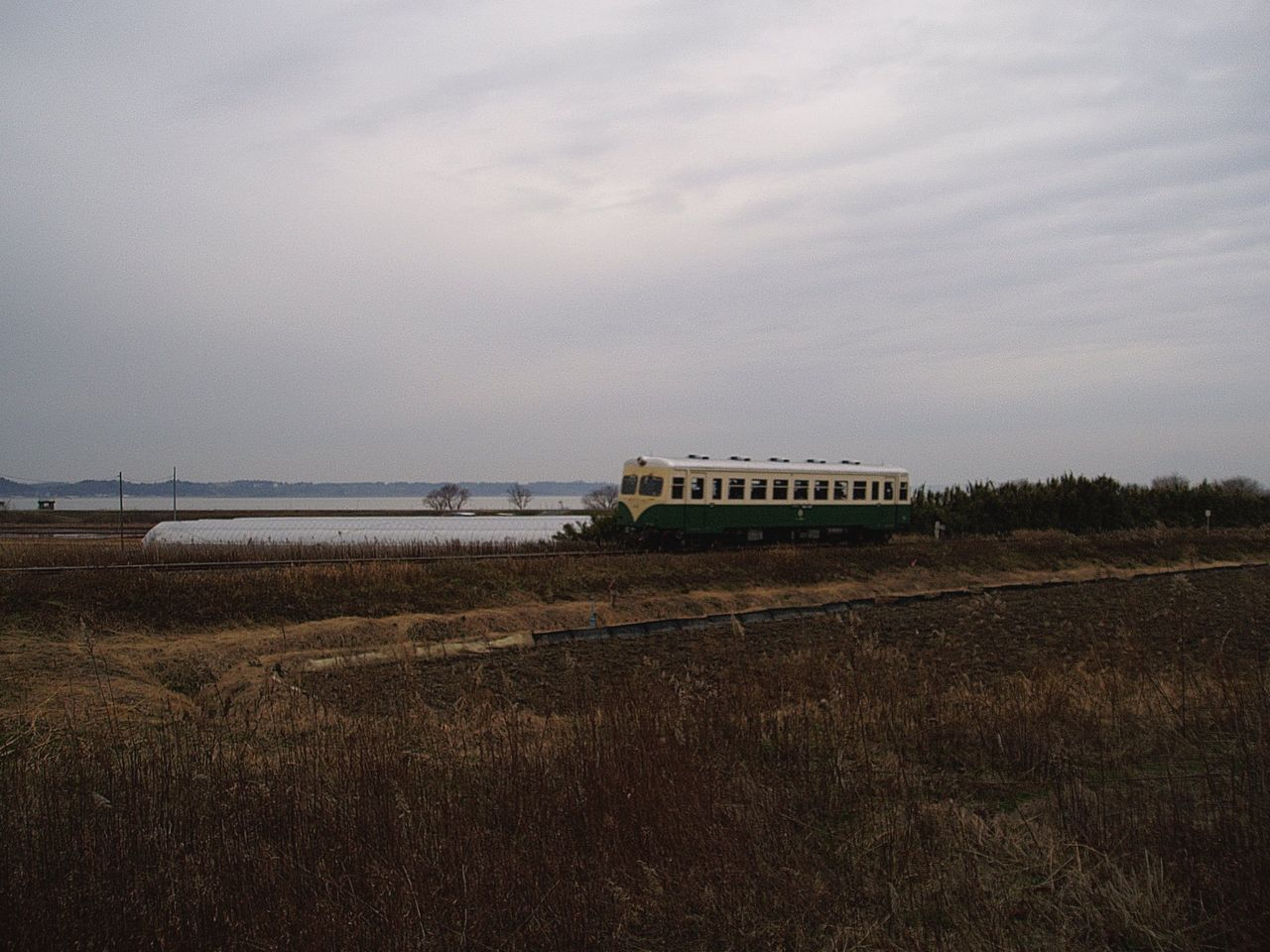
霞ヶ浦湖畔を走るキハ431（2007年1月20日）
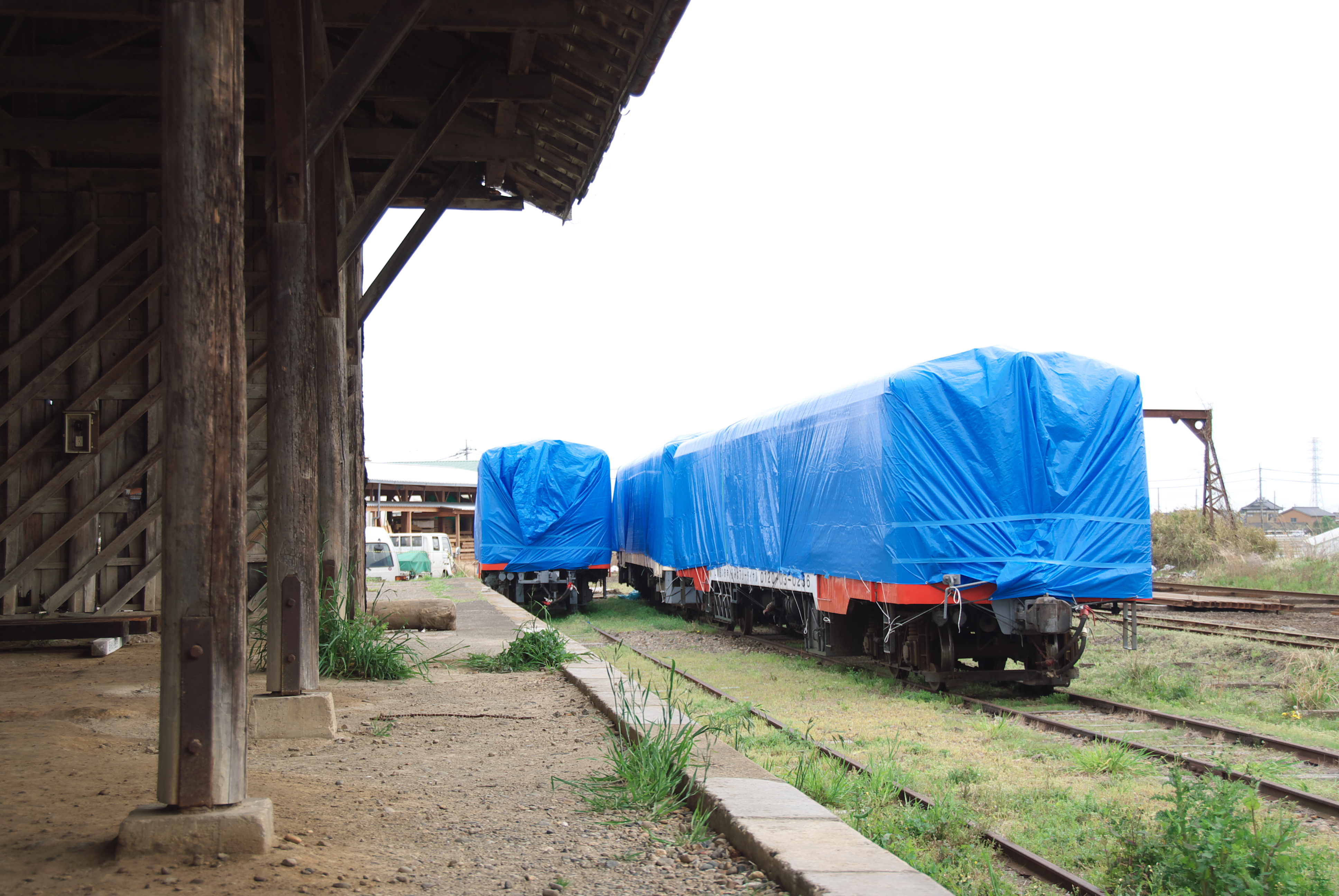
廃止直後の常陸小川駅で保管される車両（2007年4月21日）
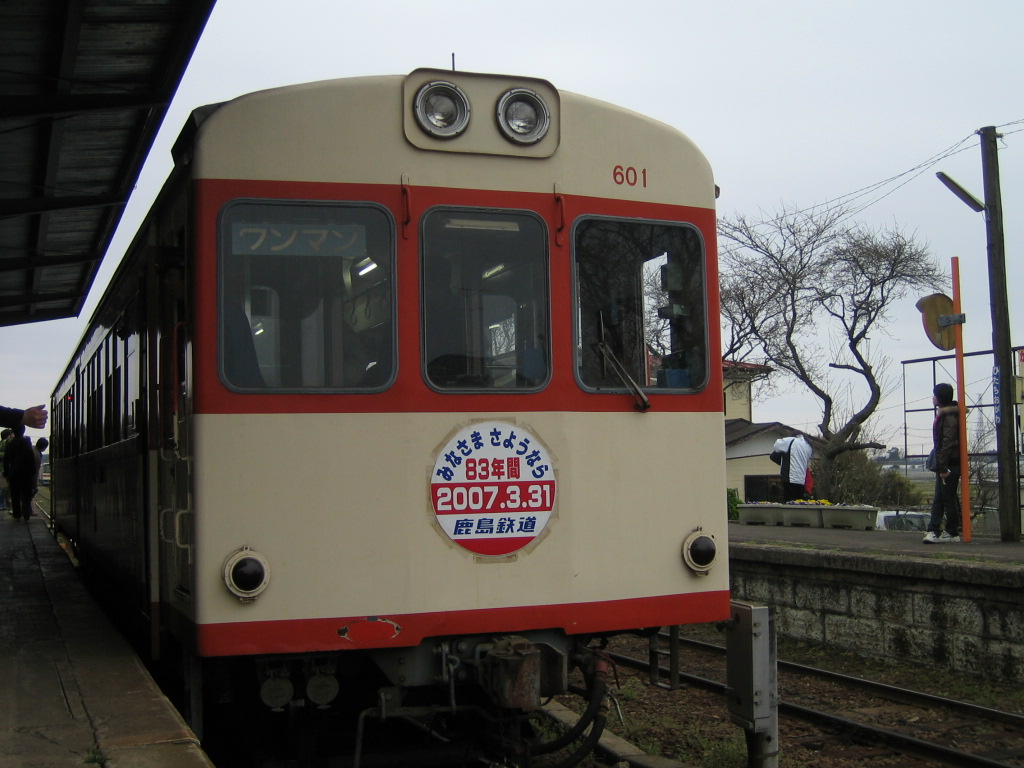
運行最終日の鹿島鉄道キハ601
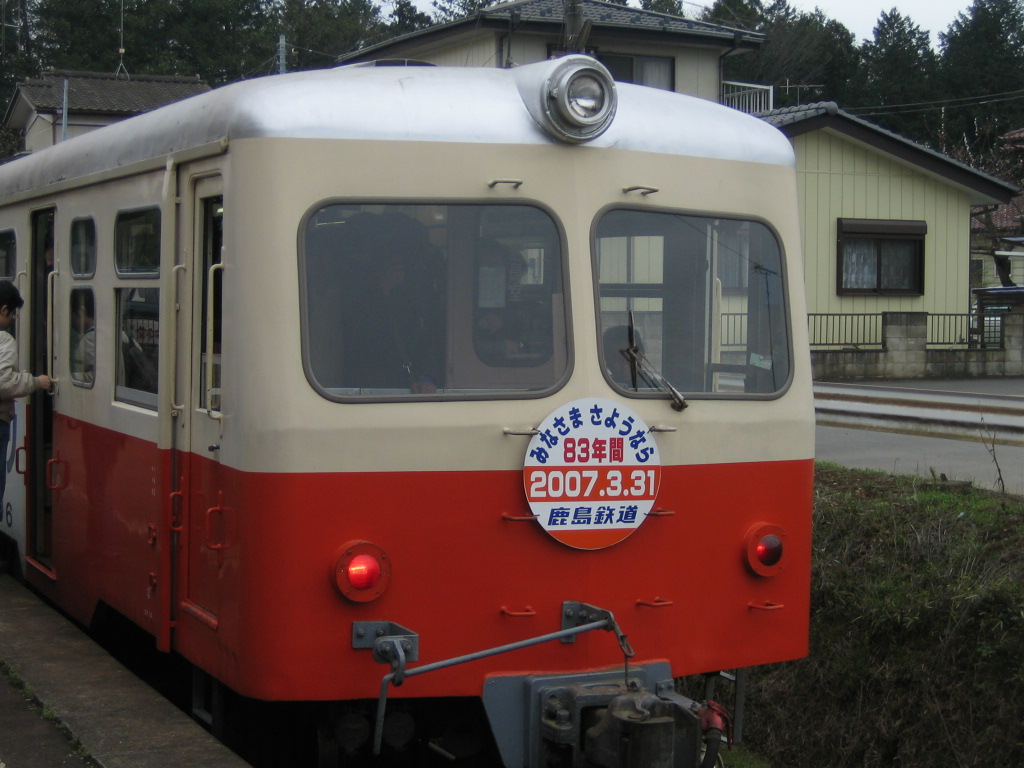
運行最終日の鹿島鉄道キハ714

### 路線データ
- 路線距離（営業キロ）：27.2km
- 軌間：1067mm
- 駅数：17駅（起終点駅含む）
- 複線区間：なし（全線単線）
- 電化区間：なし（全線非電化）
- 最高速度：60 km/h[2]
- 閉塞方式：自動閉塞式
- 車両基地所在駅：石岡駅

## 歴史
元々は鹿島神宮への参宮鉄道として計画されたものであった（当初の計画において起点は石岡駅ではなく同じく常磐線の高浜駅であった）。浜駅で鉾田方面と現在の鹿島線延方駅方面に分岐する計画だったが、浜駅から延方方面への建設を早期に断念したため、鹿島神宮への延伸は叶わなかった（鉄道敷設法別表一覧#第42号も参照）。代わりに会社は舟運を兼営し、海陸接続となる浜駅に入り江を設けて専用埠頭を建設している。なお浜駅から鉾田駅方面へ直角に曲げて延伸しているのは、当時は付近一帯がたばこの産地であり、貨物需要を見込んだためといわれる。
戦後、鹿島神宮へは国鉄鹿島線（鹿島臨海鉄道大洗鹿島線からの乗り入れを含む）が建設された。関東鉄道からの分離の際、当初の社名が採用された筑波鉄道に対し、鹿島参宮鉄道が前身である鉾田線は「参宮」を外した鹿島鉄道とされた。

### 年表
- 1924年（大正13年）6月8日：鹿島参宮鉄道 石岡 - 常陸小川間が開業[4]（1067mm軌間・蒸気動力）。
- 1926年（大正15年）8月15日：常陸小川 - 浜間が開業[5]。
- 1928年（昭和3年）2月1日：浜 - 玉造町間が開業[6]。
- 1929年（昭和4年）5月16日：玉造町 - 鉾田間が開業し全通[7]。
- 1930年（昭和5年）9月6日：瓦斯倫動力併用認可[8]。
- 1931年（昭和6年）2月1日：四ヶ村駅（後の四箇村駅）・下馬場駅・八木蒔駅・坂戸駅開業。
- 1943年（昭和18年）12月23日：四ヶ村駅・下馬場駅・八木蒔駅・坂戸駅休止。
- 1951年（昭和26年）10月1日：借宿前駅開業、四箇村駅・八木蒔駅営業再開[9]。
- 1956年（昭和31年）11月19日：坂戸駅営業再開。
- 1957年（昭和32年）4月26日：武田駅廃止[10]。
- 1964年（昭和39年）11月18日：東田中駅開業[10]。
- 1965年（昭和40年）6月1日：常総筑波鉄道と合併して関東鉄道となり、同社の鉾田線となる[10]。
- 1971年（昭和46年）10月1日：玉里信号所開業。
- 1979年（昭和54年）4月1日：鉾田線が鹿島鉄道に分離され、同社の鉾田線となる。
- 1987年（昭和62年）2月16日：一部列車をワンマン化（ただし、2月25日までは訓練期間として車掌が添乗）[11]。
- 1988年（昭和63年）4月1日：玉里駅・小川高校下駅開業[12]。
- 1989年（平成元年）
  - 路線名を鉾田線から鹿島鉄道線に改称[13]。
  - 6月16日：石岡南台駅開業[12]。
- 2002年（平成14年）4月1日：貨物営業廃止。
- 2006年（平成18年）3月30日：廃止届を国土交通省に提出。
- 2007年（平成19年）4月1日：廃止[1][14]（バス転換：関鉄グリーンバス）。

## 運行形態
最後に行われた2006年（平成18年）3月18日改正ダイヤにおいては、全列車が各駅停車で、日中時間帯はおおむね1時間に1本運行されていた。他に区間運行列車として、石岡 - 常陸小川間の列車がおおむね1時間に1本程度運行されるほか、早朝と夜には石岡 - 玉里間の列車も運行されていた。石岡 - 常陸小川間は日中1時間あたり1 - 3本運転され、石岡駅で接続するJR常磐線普通列車より本数が多い時間帯があった。
ほとんどの列車が1両での運行であった。朝方の一部列車やイベントの際には、2-3両での運行も見られた。

## 利用状況

### 輸送実績
鹿島鉄道線の輸送実績を下表に記す。輸送量が増加した時期もあったが、末期には激減し廃線を迎えた。表中、最高値を赤色で、最高値を記録した年度以降の最低値を青色で、最高値を記録した年度以前の最低値を緑色で表記している。
| 年度別輸送実績     | 年度別輸送実績             | 年度別輸送実績             | 年度別輸送実績             | 年度別輸送実績             | 年度別輸送実績 | 年度別輸送実績 | 年度別輸送実績               |
| 年 度              | 輸送実績（乗車人員）：万人 | 輸送実績（乗車人員）：万人 | 輸送実績（乗車人員）：万人 | 輸送実績（乗車人員）：万人 | 輸送密度 人/日 | 貨物輸送量 万t | 特 記 事 項                  |
| ------------------ | -------------------------- | -------------------------- | -------------------------- | -------------------------- | -------------- | -------------- | ---------------------------- |
| 年 度              | 通勤定期                   | 通学定期                   | 定 期 外                   | 合 計                      | 輸送密度 人/日 | 貨物輸送量 万t | 特 記 事 項                  |
| 1975年（昭和50年） | 42.1                       | 105.2                      | 106.7                      | 254.0                      | 2,428          | 6.7            |                              |
| 1976年（昭和51年） | 41.5                       | 101.2                      | 99.0                       | 241.7                      | 2,283          | 8.2            |                              |
| 1977年（昭和52年） | 38.0                       | 93.1                       | 96.9                       | 228.1                      | 2,133          | 7.9            |                              |
| 1978年（昭和53年） | 35.1                       | 88.5                       | 89.3                       | 213.0                      | 1,955          | 8.5            |                              |
| 1979年（昭和54年） | 28.4                       | 83.7                       | 83.8                       | 196.0                      | 1,780          | 9.4            | 鉾田線を分離して鹿島鉄道線に |
| 1980年（昭和55年） | 28.9                       | 85.2                       | 77.9                       | 192.1                      | 1,750          | 9.8            |                              |
| 1981年（昭和56年） | 27.3                       | 79.6                       | 71.4                       | 178.4                      | 1,612          | 8.9            |                              |
| 1982年（昭和57年） | 26.4                       | 71.0                       | 65.6                       | 163.0                      | 1,464          | 8.9            |                              |
| 1983年（昭和58年） | 23.9                       | 68.5                       | 62.6                       | 155.1                      | 1,355          | 9.0            |                              |
| 1984年（昭和59年） | 20.7                       | 63.2                       | 57.3                       | 141.2                      | 1,239          | 8.1            |                              |
| 1985年（昭和60年） | 17.8                       | 62.2                       | 55.2                       | 135.2                      | 1,177          | 7.4            |                              |
| 1986年（昭和61年） | 17.0                       | 59.7                       | 49.6                       | 126.3                      | 1,092          | 7.0            |                              |
| 1987年（昭和62年） | 14.3                       | 56.4                       | 47.6                       | 118.3                      | 997            | 6.0            |                              |
| 1988年（昭和63年） | 14.0                       | 56.5                       | 44.5                       | 115.0                      | 971            | 6.6            | 玉里駅、小川高校下駅開業     |
| 1989年（平成元年） | 13.3                       | 56.3                       | 49.6                       | 119.2                      | 1,007          | 6.0            | 石岡南台駅開業               |
| 1990年（平成2年）  | 14.9                       | 63.1                       | 50.3                       | 128.3                      | 1,062          | 6.6            |                              |
| 1991年（平成3年）  | 16.5                       | 62.8                       | 52.5                       | 131.8                      | 1,055          | 5.8            |                              |
| 1992年（平成4年）  | 19.8                       | 67.2                       | 56.0                       | 143.0                      | 1,138          | 5.0            |                              |
| 1993年（平成5年）  | 19.7                       | 66.4                       | 57.5                       | 143.6                      | 1,117          | 5.9            |                              |
| 1994年（平成6年）  | 19.9                       | 63.5                       | 52.6                       | 136.0                      | 1,027          | 5.5            |                              |
| 1995年（平成7年）  | 18.2                       | 62.6                       | 50.5                       | 131.3                      | 999            | 5.7            |                              |
| 1996年（平成8年）  | 18.1                       | 58.5                       | 49.3                       | 125.9                      | 947            | 5.6            |                              |
| 1997年（平成9年）  | 17.9                       | 53.3                       | 47.3                       | 118.5                      | 869            | 5.4            |                              |
| 1998年（平成10年） | 18.2                       | 48.5                       | 44.2                       | 110.9                      | 790            | 5.5            |                              |
| 1999年（平成11年） | 16.2                       | 46.0                       | 41.4                       | 103.6                      | 739            | 5.0            |                              |
| 2000年（平成12年） | 15.6                       | 42.9                       | 40.2                       | 98.7                       | 715            | 2.9            |                              |
| 2001年（平成13年） | 14.8                       | 40.5                       | 39.3                       | 94.6                       | 678            | 6.1            |                              |
| 2002年（平成14年） | 13.9                       | 39.4                       | 37.0                       | 90.3                       | 640            | 0.0            | 貨物営業廃止                 |
| 2003年（平成15年） | 13.7                       | 38.7                       | 36.0                       | 88.4                       | 621            | 0.0            |                              |
| 2004年（平成16年） | 13.5                       | 34.5                       | 36.3                       | 84.3                       | 605            | 0.0            |                              |
| 2005年（平成17年） | 13.5                       | 30.0                       | 34.1                       | 77.6                       | 556            | 0.0            |                              |
| 2006年（平成18年） | 12.6                       | 25.4                       | 45.5                       | 83.5                       | 664            | 0.0            |                              |
| 2007年（平成19年） | 0.0                        | 0.0                        | 0.0                        | 0.0                        | 0              | 0.0            | 廃止                         |

国土交通省鉄道局監修『鉄道統計年報』に基づく

### 営業成績
鹿島鉄道線の営業成績を下表に記す。表中、最高値を赤色で、最高値を記録した年度以降の最低値を青色で、最高値を記録した年度以前の最低値を緑色で表記している。
| 年度別営業成績     | 年度別営業成績     | 年度別営業成績     | 年度別営業成績     | 年度別営業成績     | 年度別営業成績     | 年度別営業成績     | 年度別営業成績 | 年度別営業成績 | 年度別営業成績 | 年度別営業成績 | 年度別営業成績 |
| 年 度              | 旅客運賃収入：千円 | 旅客運賃収入：千円 | 旅客運賃収入：千円 | 旅客運賃収入：千円 | 旅客運賃収入：千円 | 貨物運輸 収入 千円 | 運輸雑収 千円  | 営業成績 千円  | 営業経費 千円  | 営業損益 千円  | 営業 係数      |
| ------------------ | ------------------ | ------------------ | ------------------ | ------------------ | ------------------ | ------------------ | -------------- | -------------- | -------------- | -------------- | -------------- |
| 年 度              | 通勤定期           | 通学定期           | 定 期 外           | 手小荷物           | 合 計              | 貨物運輸 収入 千円 | 運輸雑収 千円  | 営業成績 千円  | 営業経費 千円  | 営業損益 千円  | 営業 係数      |
| 1975年（昭和50年） | 109,635            | ←←←←               | 186,443            | 6,597              | 302,675            | 18,966             | 13,823         | 335,464        |                |                |                |
| 1976年（昭和51年） | 134,879            | ←←←←               | 221,214            | 7,148              | 363,241            | 29,100             | 14,763         | 407,104        |                |                |                |
| 1977年（昭和52年） | 125,713            | ←←←←               | 214,281            | 8,692              | 348,686            | 35,736             | 12,475         | 396,898        |                |                |                |
| 1978年（昭和53年） | 138,721            | ←←←←               | 242,662            | 7,004              | 388,387            | 39,882             | 13,456         | 441,725        |                |                |                |
| 1979年（昭和54年） | 133,402            | ←←←←               | 231,192            | 5,797              | 370,391            | 48,768             | 24,079         | 443,239        |                |                |                |
| 1980年（昭和55年） | 135,391            | ←←←←               | 221,620            | 4,697              | 361,708            | 4,618              | 20,324         | 490,513        |                |                |                |
| 1981年（昭和56年） | 147,828            | ←←←←               | 235,970            | 4,217              | 388,015            | 83,649             | 31,989         | 503,653        |                |                |                |
| 1982年（昭和57年） | 137,176            | ←←←←               | 222,595            | 2,531              | 362,302            | 107,879            | 35,206         | 505,388        |                |                |                |
| 1983年（昭和58年） | 141,146            | ←←←←               | 231,932            | 1,294              | 374,373            | 114,681            | 28,321         | 517,375        |                |                |                |
| 1984年（昭和59年） | 127,002            | ←←←←               | 213,927            | 0                  | 340,929            | 158,456            | 28,211         | 527,596        |                |                |                |
| 1985年（昭和60年） | 118,853            | ←←←←               | 204,845            | 0                  | 323,698            | 160,676            | 30,564         | 514,938        |                |                |                |
| 1986年（昭和61年） | 123,195            | ←←←←               | 199,214            | 0                  | 322,409            | 154,133            | 34,307         | 510,849        |                |                |                |
| 1987年（昭和62年） | 27,023             | 86,134             | 191,742            | 0                  | 304,899            | 133,637            | 36,346         | 474,882        |                |                |                |
| 1988年（昭和63年） | 25,854             | 87,346             | 179,019            | 0                  | 292,219            | 142,955            | 36,371         | 471,545        |                |                |                |
| 1989年（平成元年） | 23,365             | 93,494             | 184,297            | 0                  | 301,156            | 133,761            | 37,195         | 472,112        |                |                |                |
| 1990年（平成2年）  | 24,950             | 103,004            | 188,056            | 0                  | 316,010            | 147,677            | 43,155         | 506,842        |                |                |                |
| 1991年（平成3年）  | 26,415             | 100,629            | 188,940            | 0                  | 315,985            | 128,943            | 39,024         | 483,952        |                |                |                |
| 1992年（平成4年）  | 31,076             | 109,664            | 192,645            | 0                  | 333,385            | 107,488            | 37,528         | 478,401        |                |                |                |
| 1993年（平成5年）  | 30,600             | 107,916            | 196,337            | 0                  | 334,853            | 127,135            | 37,275         | 499,263        |                |                |                |
| 1994年（平成6年）  | 40,452             | 78,202             | 141,046            | 0                  | 259,700            | 118,388            | 36,468         | 483,494        |                |                |                |
| 1995年（平成7年）  | 38,053             | 106,960            | 181,174            | 0                  | 318,187            | 123,195            | 40,063         | 481,445        |                |                |                |
| 1996年（平成8年）  | 28,404             | 100,136            | 174,470            | 0                  | 303,010            | 120,769            | 39,184         | 462,963        |                |                |                |
| 1997年（平成9年）  | 28,209             | 88,181             | 165,587            | 0                  | 281,977            | 117,742            | 33,819         | 433,538        |                |                |                |
| 1998年（平成10年） | 29,067             | 77,429             | 154,325            | 0                  | 260,821            | 120,489            | 31,670         | 412,980        |                |                |                |
| 1999年（平成11年） | 25,457             | 74,661             | 143,153            | 0                  | 243,271            | 107,834            | 32,024         | 383,129        |                |                |                |
| 2000年（平成12年） | 23,824             | 72,574             | 139,864            | 0                  | 236,262            | 62,578             | 26,408         | 325,248        |                |                |                |
| 2001年（平成13年） | 21,876             | 69,394             | 138,148            | 0                  | 229,418            | 13,402             | 22,640         | 265,460        |                |                |                |
| 2002年（平成14年） | 20,647             | 65,788             | 127,988            | 0                  | 214,423            | 0                  | 22,164         | 236,587        |                |                |                |
| 2003年（平成15年） | 20,813             | 63,018             | 121,902            | 0                  | 205,733            | 0                  | 25,656         | 231,389        |                |                |                |
| 2004年（平成16年） | 19,611             | 57,129             | 121,218            | 0                  | 197,958            | 0                  | 26,907         | 224,865        |                |                |                |
| 2005年（平成17年） | 20,713             | 48,810             | 113,519            | 0                  | 183,042            | 0                  | 22,966         | 206,008        |                |                |                |
| 2006年（平成18年） | 18,241             | 43,274             | 161,242            | 0                  | 222,757            | 0                  | 52,432         | 275,189        | 277,251        | △2,062         | 100.7          |

国土交通省鉄道局監修『鉄道統計年報』に基づく

## 駅一覧
全駅茨城県に所在。所在地などの名称は路線廃止時のもの。特記なければ2007年4月1日廃止。下馬場駅廃止当時の所在地は東茨城郡小川町、武田駅廃止当時の所在地は行方郡玉造町。
| 駅名         | 駅間キロ | 累計キロ | 接続路線・備考         | 所在地   |
| ------------ | -------- | -------- | ---------------------- | -------- |
| 石岡駅       | 0.0      | 0.0      | 東日本旅客鉄道：常磐線 | 石岡市   |
| 石岡南台駅   | 1.5      | 1.5      |                        | 石岡市   |
| 東田中駅     | 1.0      | 2.5      |                        | 石岡市   |
| 玉里駅       | 1.1      | 3.6      |                        | 小美玉市 |
| 新高浜駅     | 0.6      | 4.2      |                        | 小美玉市 |
| 四箇村駅     | 0.9      | 5.1      |                        | 小美玉市 |
| 常陸小川駅   | 2.0      | 7.1      |                        | 小美玉市 |
| 小川高校下駅 | 0.7      | 7.8      |                        | 小美玉市 |
| 桃浦駅       | 2.9      | 10.7     |                        | 行方市   |
| 八木蒔駅     | 2.1      | 12.8     |                        | 行方市   |
| 浜駅         | 1.6      | 14.4     |                        | 行方市   |
| 玉造町駅     | 1.4      | 15.8     |                        | 行方市   |
| 榎本駅       | 3.7      | 19.5     |                        | 行方市   |
| 借宿前駅     | 1.9      | 21.4     |                        | 鉾田市   |
| 巴川駅       | 2.3      | 23.7     |                        | 鉾田市   |
| 坂戸駅       | 1.3      | 25.0     |                        | 鉾田市   |
| 鉾田駅       | 1.9      | 26.9     |                        | 鉾田市   |

### 路線廃止前の廃止駅
- 下馬場駅：常陸小川駅 - 桃浦駅間に所在。1931年開業、1943年休止。
- 武田駅：玉造町駅 - 榎本駅間に所在。1937年以降開業、1957年4月26日廃止。

## 廃線後の状況

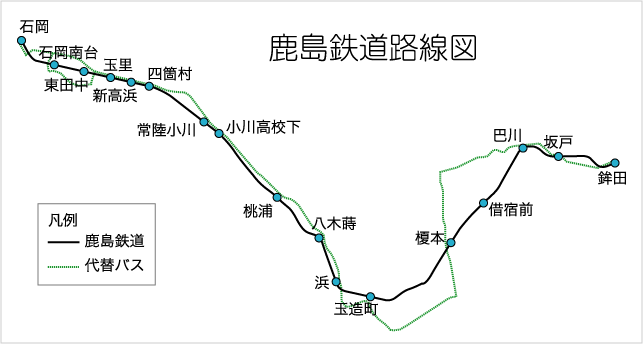
鹿島鉄道線と代替バスルート

傍系のバス会社「関鉄グリーンバス」は、鹿島鉄道線廃止日の2007年（平成19年）4月1日より、旧鉄道線にほぼ沿った形で路線バス（かしてつバス）の運行を開始し、旧鉄道利用者の代替交通を確保している。走行できる道路の関係上、借宿前駅に限り代替バスが補完していない。また、旧駅名と停留所名は必ずしも一致していない。
なお代替バスには、鹿島鉄道線にされたような自治体による財政支援は今のところ行われていない。その他、2007年（平成19年）4月1日実施の運行ダイヤグラムでは、新鉾田駅への運行はされていなかったが、2012年10月1日より一部時間帯に限り新鉾田駅への延伸運行が開始された。鉄道時代よりも利用客が減少しているため、利用実態に合わせた路線の再編が検討されている。
鹿島鉄道代替バス1日フリー乗車券（発売額は鉄道時代と同じ）が発売されている。普通運賃については鹿島鉄道の運賃とそれほど差がないため特別な割引運賃はないが、通学定期運賃の割引率については、上昇率を緩和するため、通常40%のところを2007年（平成19年）4月1日から2008年（平成20年）3月31日までは50%、2008年（平成20年）4月1日から2009年（平成21年）3月31日までは45%と期間を定めて割引運賃を設けている。
線路跡地（石岡駅 - 常陸小川駅間）は、路盤を取り払った後、茨城空港（百里飛行場）へのバス専用道路（かしてつバス専用道）となり、2010年（平成22年）8月30日に専用道経由のバスの運行が開始された。

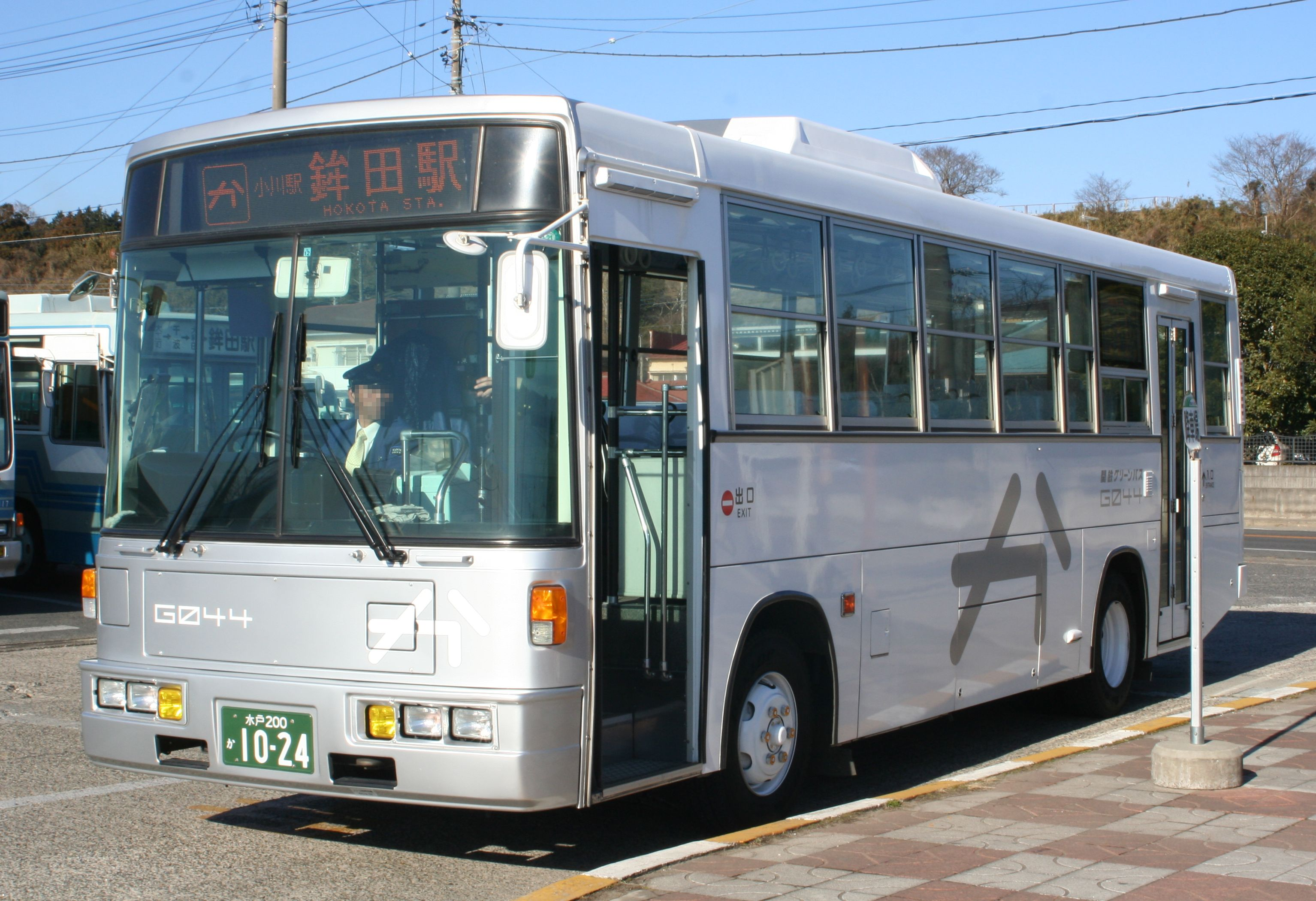
かしてつバス
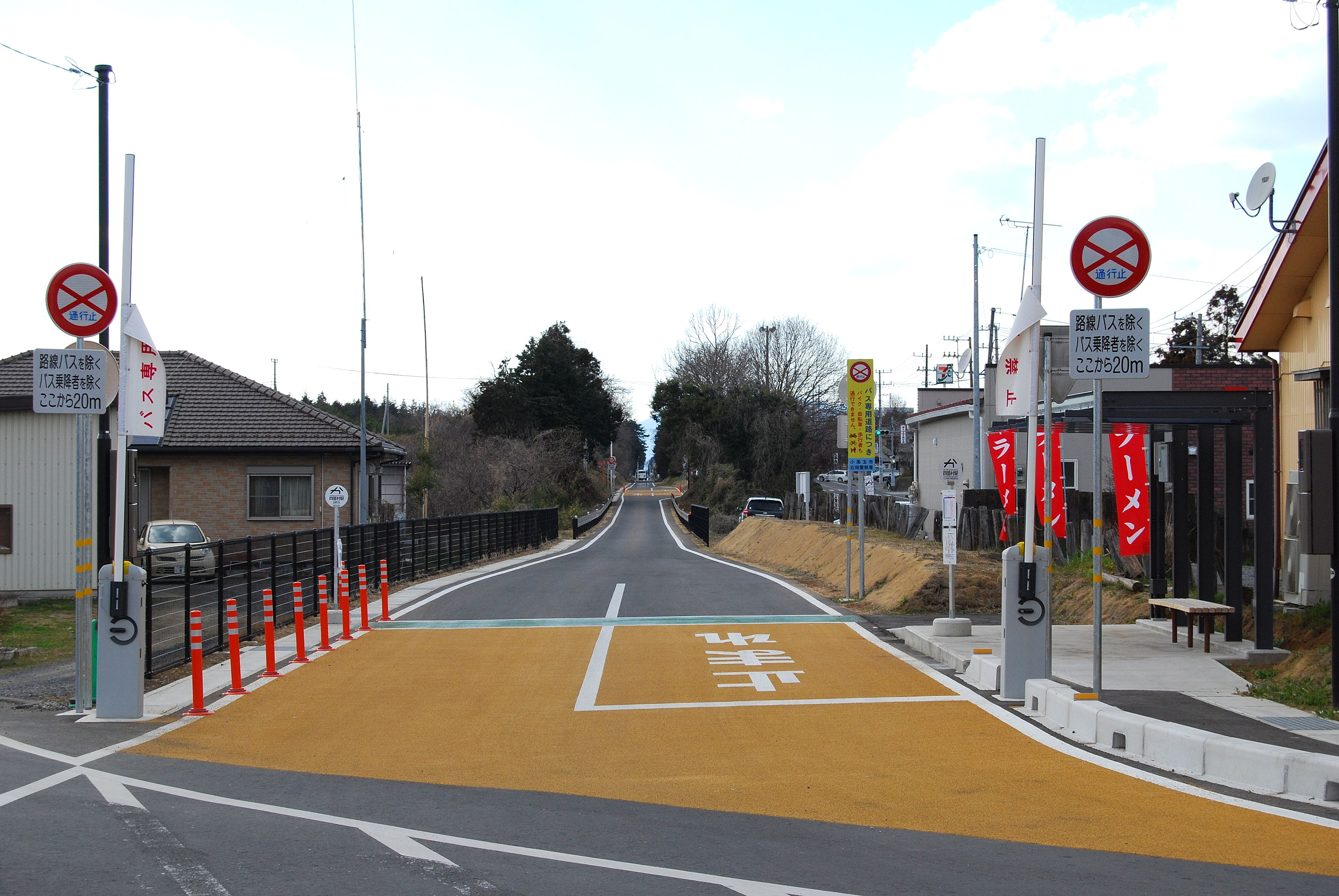
かしてつバス専用道